# Acalypha euphrasiostachys
Acalypha euphrasiostachys é uma espécie de flor do gênero Acalypha, pertencente à família Euphorbiaceae.